# Château de Grandson

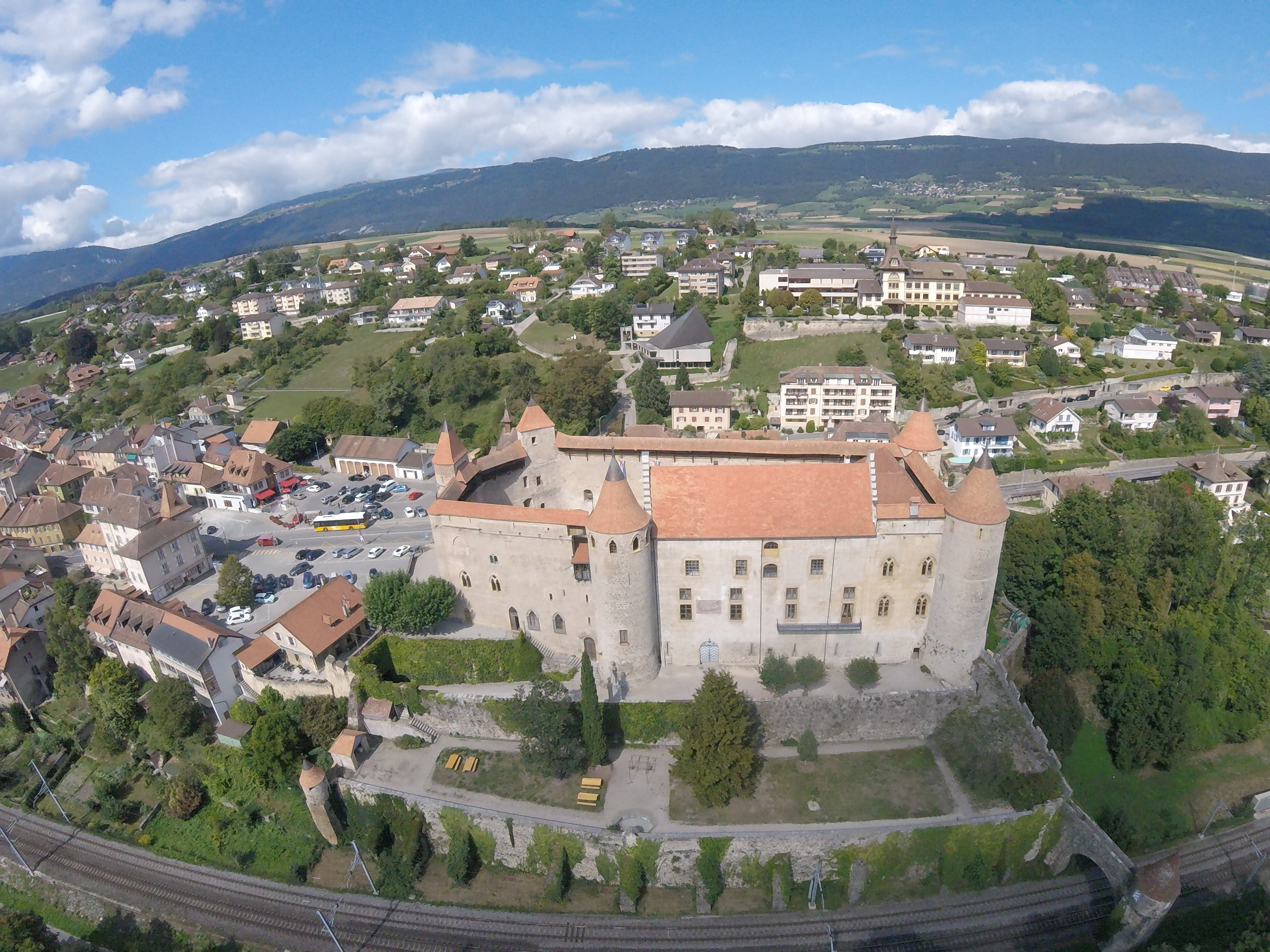
Château de Grandson, vue aérienne.

Le château de Grandson est un château situé sur le territoire de la commune vaudoise de Grandson et classé comme monument d'importance nationale, en Suisse. Il eut un rôle important durant la bataille de Grandson qui opposa Charles le Téméraire aux Confédérés suisses en 1476. Le château abrite un musée historique.

## Histoire
Les constructions s’étalèrent sur plusieurs décennies. On pense que les premiers bâtiments, un donjon de forme carrée, remontent au début du XIe siècle. Trois tours fortifiées sont construites dans les années 1270-1280, comme l'atteste la dendrochronologie, durant le règne d’Othon Ier de Grandson, ami de la cour d’Angleterre et grand chevalier, qui participa à la huitième croisade.
En 1378, un incendie se déclare dans le bourg et détruit une grande partie du château. Jusqu’à la fin du XIVe siècle, la région appartient aux comtes de Grandson, dynastie affiliée à la maison de Savoie qui s’éteignit alors que le dernier Seigneur de Grandson Othon III, chevalier et brillant poète, fut tué dans un duel judiciaire en  1397 par Gerard d’Estavayer, qui l’accusait d’avoir empoisonné le comte de Savoie Amédée VII. N’ayant pas de descendance, les Savoyards se retrouvent alors à la tête de Grandson et ceci jusqu’en 1420 lorsqu'ils cèdent la place aux comtes de Chalon-Arlay. 
Au cours du XVe siècle, trois autres tours sont ajoutées, deux au pied du château au bord du lac, et une plus loin dans le bourg (la tour de Gex). Ces trois tours, construites aux environs de 1450, protégeaient la ville et le château d’attaques qui pouvaient survenir par le lac de Neuchâtel. 
En février 1476, le duc de Bourgogne Charles le Téméraire essaie de reprendre le contrôle de la forteresse qui était tombée aux mains des bernois l’année précédente. Il établit un siège contre le château et lorsque les 400 assiégés se rendent le 28 février, il les fait tous pendre ou noyer sauf deux qui exécutèrent les châtiments et eurent la vie sauve pour leurs services. La réaction des Suisses ne se fait pas attendre et le 2 mars, ils lancent l’attaque contre les Bourguignons. Ceux-ci sont désorganisés malgré leur supériorité en termes d’artillerie et de cavalerie. Les troupes de Charles le Téméraire sont vaincues à Concise lors de la bataille de Grandson. Il doit alors ordonner un retrait qui laisse aux Suisses un butin important ainsi que le château.
En 1875, le château est acquis par le baron Gustave de Blonay (1830-1900). Il passe ensuite à son fils Godefroy de Blonay (1869-1937).
Actuellement le château de Grandson, classé comme bien culturel d'importance nationale est l’une des forteresses les mieux conservées de Suisse[réf. nécessaire]. Seul le donjon a disparu, probablement détruit au cours de la construction de la partie ouest du château. Il reste des traces de cette tour sur la muraille nord face au Jura, et aussi une petite tour collée au mur ouest face au bourg a été détruite.
Maintenant éloigné des rives du lac de Neuchâtel dont le niveau fut abaissé en 1875, le château était auparavant protégé de manière naturelle par le lac sur son flanc sud-est.

## Lieu de tournage
En juin 2020, plusieurs séquences ont été tournées au château dans le cadre d'un numéro de l'émission Secrets d'Histoire consacré à Marie de Bourgogne.
En raison de la fermeture des frontières due à l'épidémie de Covid-19 en 2020, l'équipe de tournage de l'émission n'a pas pu se rendre en Suisse. Comme l'explique le conservateur du musée Camille Verdier, c'est une équipe locale qui a donc réalisé les tournages : « Nous avons été contactés et tout s’est très rapidement mis en place. En raison du confinement et de la fermeture des frontières, c’est une équipe genevoise qui a assuré les prises, en présence de la réalisatrice ».
Le clip To Victory du groupe folk metal Morgarten a été en partie tourné dans le château de Grandson.

### Articles annexes
- Liste des musées du canton de Vaud
- Liste de châteaux en Suisse
- Liste des musées du transport